# Nonaspe
Nonaspe – gmina w Hiszpanii, w prowincji Saragossa, w Aragonii, o powierzchni 111,45 km². W 2011 roku gmina liczyła 1064 mieszkańców.